# Adriana Prieto (actriz brasileña)
Adriana Inés Prieto Amarante (Buenos Aires, 19 de octubre de 1949 - Río de Janeiro, 24 de diciembre de 1974) fue una actriz brasileña nacida en Argentina que hizo carrera en Brasil.

## Biografía
Prieto era hija de un diplomático chileno y una brasileña. Cuando Adriana tenía cuatro años de edad, su familia se estableció en Río de Janeiro.
Durante la escuela media, que hizo en el Colegio Pedro II en el barrio carioca de Tijuca, ella hizo su debut cinematográfico en 1966 en El justicero, de Nelson Pereira dos Santos, y fue galardonada como mejor actriz del año.
Con la cinta Lucia McCartney, de la cual fue protagonista, ganó en 1971 el premio Air France de cine como mejor actriz.
Ese mismo año, y ya con 21 años de edad, se naturalizó brasileña.
Adriana Prieto murió en un accidente automovilístico ocurrido en la Nochebuena de 1974, cuando su «escarabajo» Volkswagen fue chocado violentamente por un vehículo policial. Al momento de su fallecimiento Prieto acababa de filmar O casamento, de Arnaldo Jabor, basado en la obra homónima de Nelson Rodrigues. Fue sepultada en el Cementerio Jardín de Saudade de Sulacap, en Río de Janeiro.

## Filmografía
- 1967: A lei do cão, como Alzirinha.
- 1967: El justicero, como Ana Maria.
- 1968: As sete faces de um cafajeste, como Ana.
- 1968: Balada de página três
- 1969: Os paqueras, como Fátima.
- 1969: Memória de Helena
- 1969: As duas faces da moeda
- 1969: A penúltima donzela
- 1970: Uma mulher para sábado, como Dorianne.
- 1970: O palácio dos anjos
- 1970: As gatinhas, como Lilian.
- 1971: Um anjo mau, como Açucena.
- 1971: Soninha toda pura, como Soninha.
- 1971: Lúcia McCartney, uma garota de programa, como Lucia McCartney.
- 1971: Ipanema toda nua
- 1974: Ainda agarro esta vizinha..., como Teresa.
- 1974: A viúva virgem, como Cristina.
- 1975: O casamento (póstumo), como Glorinha. Logró filmar todas las escenas, pero su voz tuvo que ser doblada en la sonorización final de varias escenas, por la actriz Norma Blum.

### Trabajos para televisión
- 1972: Tempo de viver